# Franko Winter
Franko Winter (Bjelovar, 14. svibnja 1926. – Zagreb, 10. siječnja 1981.) bio je hrvatski političar židovskog porijekla, pravnik, diplomat, generalni direktor Radio-televizije Zagreb.
Rođen je u Bjelovaru 14. svibnja 1926. godine. Sin je Franka i Darinke, koji su još imali kćer Nedu. Njegov otac, koji se također zvao Franko Winter (1897. – 1944.) bio je poznati kulturni i sportski djelatnik u Bjelovaru, a kasnije komunistički aktivist, koji je poginuo u zasjedi u Oborovu za vrijeme Drugog svjetskog rata. Poslije su po njemu nazvane ulica i osnovna škola u Bjelovaru, koje su kasnije preimenovane (danas Franjevačka ulica i Prva osnovna škola), a podignuta mu je i spomen-ploča na kući gdje je živio (Franjevačka 6).
Franko Winter (sin) pohađao je osnovnu školu i gimnaziju u Bjelovaru. Po uspostavi NDH, pod prijetnjom uhićenja, u siječnju 1942. napustio je Bjelovar, a 1943. priključio se partizanima. U siječnju 1945. postao je član SKJ. Poslije rata bio je organizacijski sekretar SKOJ-a grada Bjelovara, a nakon toga otišao na studij u Zagreb, gdje je 1951. diplomirao na Pravnom fakultetu u Zagrebu.
Bio je u diplomatskoj službi u diplomatskim predstavništvima u: Bejrutu, Ankari, Bonnu i Pragu, a također je obnašao visoke partijske dužnosti.
Bio je na dužnosti generalnoga direktora Radio-televizije Zagreb od 1972. do smrti 1981. godine. Za vrijeme njegovog vodstva dogodile su se mnoge bitne promjene poput: gradnje sadašnje zgrade HRT-a na Prisavlju, počelo je emitiranje Drugog programa Radio-televizije Zagreb, a prešlo se i na potpuno emitiranje programa u boji. Šef kabineta Franka Wintera bio je Mario Plenković, otac hrvatskog premijera Andreja Plenkovića.